# Esquí acrobàtic als Jocs Olímpics d'hivern de 2010 - Salts acrobàtics masculins
Als Jocs Olímpics d'Hivern de 2010 celebrats a la ciutat de Vancouver (Canadà) es disputà una prova de salts acrobàtics en categoria masculina dins de les proves d'esquí acrobàtic celebrats als Jocs.
La competició se celebrà els dies 22 i 25 de febrer de 2010 a les instal·lacions del Cypress Mountain Ski Area. Hi participaren un total de 25 esquiadors de 8 comitès nacionals diferents.

## Resum de medalles
| Or             | Argent         | Bronze        |
| Alexei Grishin | Jeret Peterson | Liu Zhongqing |

## Resultats

### Qualificació
| Pos. | Dorsal | Nom                 | CON             | Salt 1 | Pos. | Salt 2 | Pos. | Total  | Notes |
| ---- | ------ | ------------------- | --------------- | ------ | ---- | ------ | ---- | ------ | ----- |
| 1    | 3      | Jia Zongyang        | R.P. de la Xina | 120.80 | 7    | 121.72 | 3    | 242.52 | Q     |
| 2    | 28     | Ryan St. Onge       | Estats Units    | 122.57 | 6    | 118.10 | 6    | 240.67 | Q     |
| 3    | 18     | Thomas Lambert      | Suïssa          | 114.58 | 11   | 123.75 | 1    | 238.33 | Q     |
| 4    | 17     | Dmitri Dasxinski    | Belarús         | 115.93 | 10   | 122.40 | 2    | 238.33 | Q     |
| 5    | 13     | Jeret Peterson      | Estats Units    | 119.47 | 8    | 117.87 | 7    | 237.34 | Q     |
| 6    | 8      | Warren Shouldice    | Canadà          | 122.79 | 5    | 113.14 | 10   | 235.93 | Q     |
| 7    | 10     | Aleksei Grishin     | Belarús         | 123.01 | 4    | 111.26 | 12   | 234.27 | Q     |
| 8    | 9      | Steve Omischl       | Canadà          | 116.15 | 9    | 117.73 | 8    | 233.88 | Q     |
| 9    | 11     | Kyle Nissen         | Canadà          | 123.75 | 3    | 109.96 | 14   | 233.71 | Q     |
| 10   | 2      | Qi Guangpu          | R.P. de la Xina | 108.60 | 14   | 121.68 | 4    | 230.28 | Q     |
| 11   | 6      | Liu Zhongqing       | R.P. de la Xina | 124.78 | 2    | 104.89 | 17   | 229.67 | Q     |
| 12   | 5      | Timofei Slivets     | Belarús         | 110.63 | 13   | 111.28 | 11   | 221.91 | Q     |
| 13   | 15     | David Morris        | Austràlia       | 105.09 | 16   | 115.93 | 9    | 221.02 |       |
| 14   | 22     | Andreas Isoz        | Suïssa          | 103.76 | 17   | 110.42 | 13   | 214.18 |       |
| 15   | 1      | Anton Kushnir       | Belarús         | 125.89 | 1    | 88.01  | 21   | 213.90 |       |
| 16   | 19     | Christian Haechler  | Suïssa          | 106.64 | 15   | 100.61 | 20   | 207.25 |       |
| 17   | 32     | Matt DePeters       | Estats Units    | 101.84 | 18   | 100.64 | 19   | 202.48 |       |
| 18   | 4      | Renato Ulrich       | Suïssa          | 81.86  | 23   | 118.55 | 5    | 200.41 |       |
| 19   | 20     | Stanislav Kravchuk  | Ucraïna         | 90.93  | 19   | 106.46 | 15   | 197.39 |       |
| 20   | 24     | Dmitri Marushchak   | Rússia          | 88.50  | 20   | 106.46 | 15   | 194.96 |       |
| 21   | 23     | Han Xiaopeng        | R.P. de la Xina | 111.95 | 12   | 80.57  | 24   | 192.52 |       |
| 22   | 29     | Enver Ablaev        | Ucraïna         | 88.08  | 21   | 101.33 | 12   | 189.41 |       |
| 23   | 31     | Scotty Bahrke       | Estats Units    | 82.52  | 22   | 86.20  | 22   | 168.72 |       |
| 24   | 30     | Oleksandr Abramenko | Ucraïna         | 80.53  | 24   | 82.03  | 23   | 162.56 |       |
| —    | 27     | Yury Shapkin        | Rússia          | -      | -    | -      | -    | -      |       |

### Final
| Pos. | Dorsal | Nom              | CON             | Salt 1 | Pos. | Salt 2 | Pos. | Total  |
| ---- | ------ | ---------------- | --------------- | ------ | ---- | ------ | ---- | ------ |
| 1    | 10     | Aleksei Grishin  | Belarús         | 120.58 | 2    | 127.83 | 4    | 248.41 |
| 2    | 13     | Jeret Peterson   | Estats Units    | 118.59 | 5    | 128.62 | 3    | 247.21 |
| 3    | 6      | Liu Zhongqing    | R.P. de la Xina | 119.91 | 3    | 122.62 | 6    | 242.53 |
| 4    | 28     | Ryan St. Onge    | Estats Units    | 115.27 | 8    | 124.66 | 5    | 239.93 |
| 5    | 11     | Kyle Nissen      | Canadà          | 126.92 | 1    | 112.39 | 11   | 239.31 |
| 6    | 3      | Jia Zongyang     | Singapur        | 119.47 | 4    | 118.10 | 9    | 237.57 |
| 7    | 2      | Qi Guangpu       | R.P. de la Xina | 115.38 | 7    | 119.47 | 8    | 234.85 |
| 8    | 9      | Steve Omischl    | Canadà          | 112.39 | 9    | 121.27 | 7    | 233.66 |
| 9    | 5      | Timofei Slivets  | Belarús         | 115.84 | 6    | 109.74 | 12   | 225.58 |
| 10   | 8      | Warren Shouldice | Canadà          | 94.03  | 10   | 129.27 | 1    | 223.30 |
| 11   | 17     | Dmitri Dasxinski | Belarús         | 86.95  | 12   | 128.73 | 2    | 215.68 |
| 12   | 18     | Thomas Lambert   | Suïssa          | 93.66  | 11   | 117.24 | 10   | 210.90 |